# Brianhuntleya quarcicola
Brianhuntleya quarcicola är en isörtsväxtart som först beskrevs av H.E.K.Hartmann, och fick sitt nu gällande namn av H.E.K.Hartmann. Brianhuntleya quarcicola ingår i släktet Brianhuntleya och familjen isörtsväxter. Inga underarter finns listade i Catalogue of Life.